# 聖加斯帕爾伊斯奇爾
聖加斯帕爾伊斯奇爾（西班牙語：San Gaspar Ixchil），是危地馬拉的城鎮，位於該國西北部，由韋韋特南戈省負責管轄，面積31平方公里，海拔高度1,531米，2002年人口5,809，人口密度每平方公里187.39人。
15°23′N 91°43′W / 15.383°N 91.717°W